# Vittoria
Vittoria est une ville de la province de Raguse, dans la région Sicile, en Italie.

## Histoire

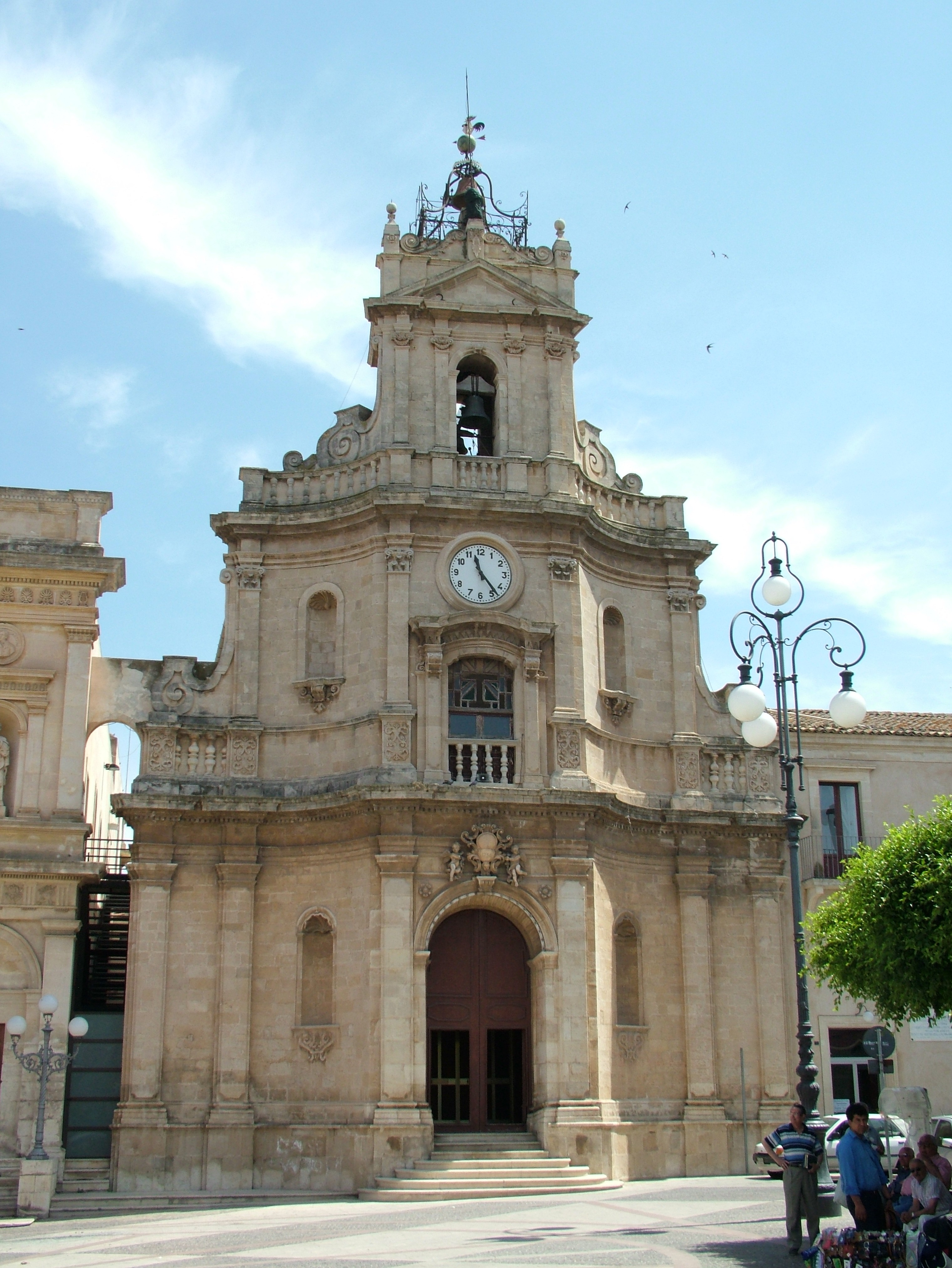
Église et Couvent de la Grâce.

La ville fut fondée le 24 avril 1607 par la comtesse Vittoria Colonna de Cabrera. 

## Économie
C'est aujourd'hui une agglomération importante dans le sud-est de la Sicile, avec des activités tertiaires variées. C'est aussi un important débouché agricole et portuaire.

## Culture
La ville possède un chef-d'œuvre baroque, la basilique Saint Jean-Baptiste, reconstruite au XVIIIe siècle après le séisme de 1693. Le théâtre Vittoria Colonna, érigé en 1863 sur la place du Peuple, est en style néoclassique.

## Personnalités
- Luca Marin (1986-), nageur
- Danilo Napolitano (1981- ), coureur cycliste professionnel (2009 - Team Katusha)
- Arturo Di Modica (1941-2021), sculpteur
- Cristina Scuccia, ancienne religieuse qui a remporté le télé-crochet The Voice en 2014.

## Administration
| Période                                  | Période  | Identité         | Étiquette       | Qualité |
| ---------------------------------------- | -------- | ---------------- | --------------- | ------- |
| 27 juin 2006                             | En cours | Giuseppe Nicosia | Centro-Sinistra |         |
| Les données manquantes sont à compléter. |          |                  |                 |         |

### Hameaux
Scoglitti.

### Communes limitrophes
Acate, Chiaramonte Gulfi, Comiso, Raguse.

### Évolution démographique
Habitants recensés